# Saint-Sébastien-d'Aigrefeuille
Saint-Sébastien-d'Aigrefeuille là một xã trong vùng Occitanie. Xã Saint-Sébastien-d'Aigrefeuille nằm ở khu vực có độ cao trung bình 125 mét trên mực nước biển.